# Karlheinz Stockhausen
Karlheinz Stockhausen (født 22. august 1928 i Kerpen, Tyskland, død 5. december 2007 i Kürten-Kettenberg) var en tysk komponist. Han regnes som en af de mest betydende avantgardekomponister fra det 20. århundrede.
Hans tidlige værker bærer præg af påvirkninger fra Igor Stravinsky, Bela Bartok og Schönberg, men han blev hurtigt en markant skikkelse blandt de unge avantgardekomponister, der eksperimenterede med serialisme og elektronisk musik omkring 1950. Lige siden har han udforsket alle musikkens elementer i komplekse og innovative kompositioner af såvel elektronisk som instrumental art. De sidste mange år arbejdede han hovedsageligt på sin store opera-cyklus, Licht, der har selve skabelsen som tema.
Stockhausen blev berygtet i medierne, efter at han udtalte, at terrorangrebet den 11. september 2001 på World Trade Center kunne opfattes som "det største kunstværk, der nogensinde har eksisteret". Dette affødte en skandale og betød store problemer for hans virke. Han har siden gentagne gange hævdet, at det han sagde var, at det var "Lucifers" største kunstværk, og formentlig var det også dét, han mente, idet han tidligere i interviewet havde snakket om Lucifer, der optræder som figur i Licht.
| Citat                 | Whenever we heard sounds, we are changed, we are no longer the same ... and this is especially the case when we hear organised sounds, sounds organised by another human being: music. | Citat |
| Karlheinz Stockhausen | |       |

## Hovedværker
- 1951 Kreuzspiel (obo, basklarinet, klaver og slagtøj)
- 1956 Gesang der Jünglinge im Feuerofen (elektronisk komposition)
- 1957 Gruppen (3 orkestre)
- 1960 Carré (4 kor og 4 orkestre)
- 1960 Kontakte (klaver, slagtøj og bånd)
- 1966 Telemusik (elektronisk komposition)
- 1962-69 Momente (sopran, fire korgrupper og diverse instrumenter)
- 1967 Hymnen (elektronisk komposition)
- 1970 Mantra (2 klaverer)
- 1974 Inori (solister og orkester)
- 1976 Harlekin (klarinet)
- 1977 Der Jahreslauf
- 1981 Torsdag fra Licht
- 1984 Lørdag fra Licht
- 1988 Mandag fra Licht
- 1993 Tirsdag fra Licht
- 1996 Fredag fra Licht

## Galleri
- Karlheinz Stockhausen, 7 marts 2004.
- Karlheinz Stockhausen i Studio für Elektronische Musik 1994.
- Karlheinz Stockhausen på Schiras Kunstfestival i Iran, 1972.
- Stockhausen i Darmstadtskolen 1957.
- Karlheinz Stockhausen 1980.
- Karlheinz Stockhausen i Kürten 2005.
- Karlheinz Stockhausens grav i Kürtener Waldfriedhof.